# Kara śmierci w Stanach Zjednoczonych
     Kara śmierci zniesiona
     Kara śmierci istnieje w prawie, lecz obowiązuje moratorium
     Kara śmierci istnieje w prawie, lecz de facto przerwa - brak egzekucji od co najmniej 10 lat
     Kara śmierci istnieje w prawie, lecz nie jest wykonywana z innych przyczyn
     Kara śmierci jest wykonywana

Kara śmierci zniesiona
Kara śmierci istnieje w prawie, lecz obowiązuje moratorium
Kara śmierci istnieje w prawie, lecz de facto przerwa - brak egzekucji od co najmniej 10 lat
Kara śmierci istnieje w prawie, lecz nie jest wykonywana z innych przyczyn
Kara śmierci jest wykonywana

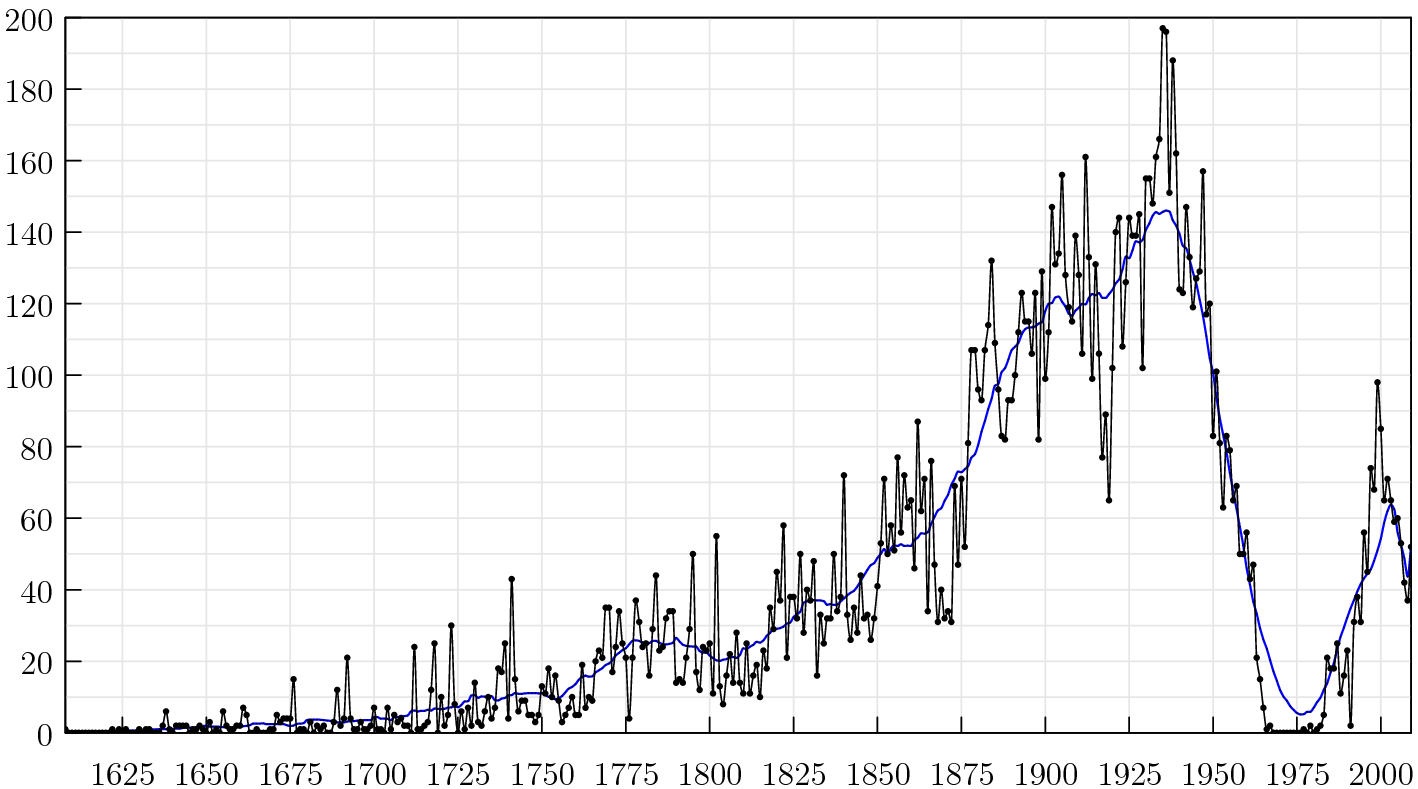
Egzekucje od 1608 do 2009

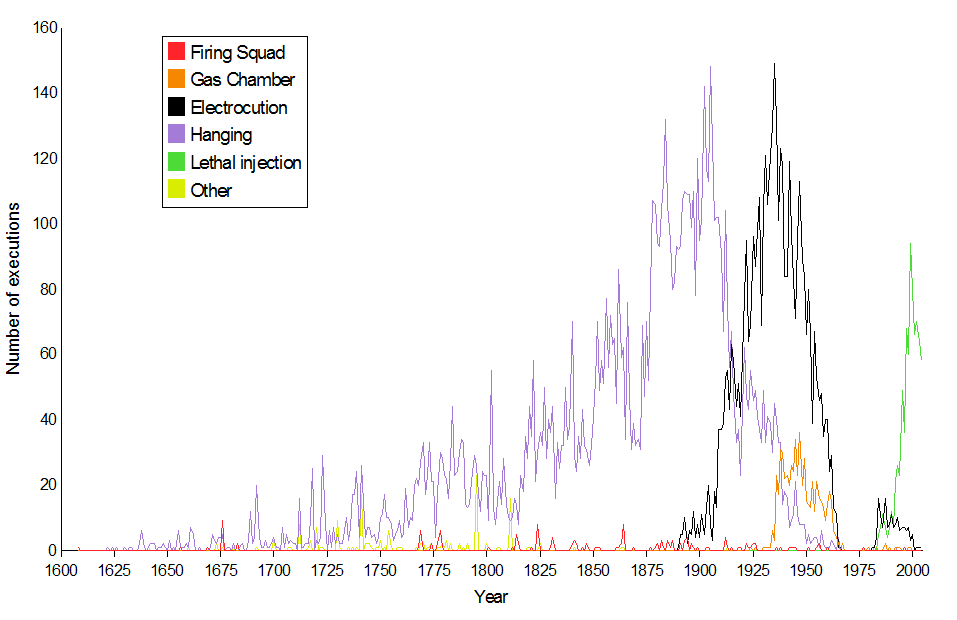
Metody egzekucji

Kara śmierci w Stanach Zjednoczonych obowiązywała od uzyskania przez ten kraj niepodległości w roku 1776 (i przedtem w Trzynastu koloniach) nieprzerwanie aż do roku 1972, kiedy to Sąd Najwyższy w sprawie Furman v. Georgia uznał, iż w większości stanów panuje nadzwyczaj arbitralny sposób jej orzekania, co powoduje naruszenie VIII i XIV poprawki do konstytucji (od 1967 roku w całym kraju obowiązywało nieformalne moratorium). Jedynym stanem, w którym przepisy dotyczące kary śmierci pozostały niezmienione, było Rhode Island, utrzymano także w mocy kilka statutów w innych stanach, pomimo to wyroki nie były wykonywane. Pomimo często pojawiających się takich twierdzeń, Sąd Najwyższy nigdy nie uznał, że kara śmierci jest sprzeczna z konstytucją (do tego zdania przychyliło się jedynie 2 spośród 9 sędziów Sądu Najwyższego).
Jednakże po tym jak poszczególne stany zaczęły zmieniać swoje przepisy i wprowadzać w życie zalecenia Sądu Najwyższego dotyczące procedury orzekania, 2 lipca 1976 roku Sąd Najwyższy uznał w połączonych sprawach Woodson v. North Carolina, Roberts v. Louisiana, Jurek v. Texas, Profitt v. Florida, i Gregg v. Georgia, explicite jej legalność, a także uznał za zgodne z konstytucją nowe sposoby jej orzekania, co otworzyło drogę do ponownego jej wykonywania (pierwszy wyrok w nowej sytuacji prawnej wykonano 17 stycznia roku następnego, kiedy to Gary Gilmore został rozstrzelany w stanie Utah). Obecnie USA jest jednym z krajów w którym wykonuje się najwięcej egzekucji; wyprzedzają je Chiny, Iran, Arabia Saudyjska i Wietnam. W 2020 roku pięć amerykańskich stanów (Teksas – 3, Alabama – 1, Georgia – 1, Missouri – 1, Tennessee – 1 i Rząd federalny – 10) przeprowadziło łącznie 17 egzekucji. W 2021 roku pięć amerykańskich stanów (Teksas – 3, Oklahoma – 2, Alabama – 1, Missouri – 1, Missisipi – 1 i Rząd federalny – 3) przeprowadziło łącznie 11 egzekucji. W 2022 roku sześć amerykańskich stanów (Teksas – 5, Oklahoma – 5, Arizona – 3, Alabama – 2, Missouri – 2 i Missisipi – 1) przeprowadziło łącznie 18 egzekucji. W 2023 roku pięć amerykańskich stanów (Teksas – 8, Floryda – 6, Missouri – 4, Oklahoma – 4 i Alabama – 2) przeprowadziło łącznie 24 egzekucje. W 2024 roku dziewięć amerykańskich stanów (Alabama – 6, Teksas – 5, Oklahoma – 4, Missouri – 4, Karolina Południowa – 2, Floryda – 1, Georgia – 1, Utah – 1 i Indiana – 1) przeprowadziło łącznie 25 egzekucji.

## Przed abolicją

### Przestępstwa zagrożone karą śmierci
Pierwszy wyrok śmierci w koloniach brytyjskich w Ameryce Północnej wykonano 1 grudnia 1607 roku, kiedy to radny miejski w Jamestown (Wirginia), George Kendall został zastrzelony za szpiegostwo. Zdrada była karana śmiercią nawet jeśli popełniono ją w stanie, który jej nie przewidywał (w takim wypadku na podstawie prawa federalnego).
Przed zniesieniem kary śmierci nie tylko morderstwo czy zdrada karane były śmiercią. Oto przypadki wykonania kary śmierci za inne przestępstwa:
- Czarownictwo – Afroamerykanin o imieniu Manuel (15 czerwca 1779 w dzisiejszym stanie Illinois).
- Sodomia – Joseph Ross (20 grudnia 1785 Pensylwania).
- Rewolta niewolników (wiele przypadków do lat 60. XIX wieku).
- Podpalenie – George Hughes, George Smith, Asbury Hughes (1 sierpnia 1884, Alabama).
- Partyzantka (przeciwko wojskom Unii) – Champ Ferguson (21 października 1865, Tennessee).
- Piractwo – Nathaniel Gordon (21 lutego 1862, Nowy Jork, federalna egzekucja).
- Dezercja – Eddie Slovik (31 stycznia 1945, siły zbrojne USA we Francji).
- Porwanie – Billy Monk (21 listopada 1960, Kalifornia).
- Rozbój – James Coburn (4 września 1964, Alabama).

Prócz tego w okresie przed abolicją stracono prawie 1000 osób (głównie Afroamerykanów) za gwałt; wszystkich w stanach Południa (nie licząc czasów wczesnokolonialnych, kiedy działo się tak także na północy).

### Metody

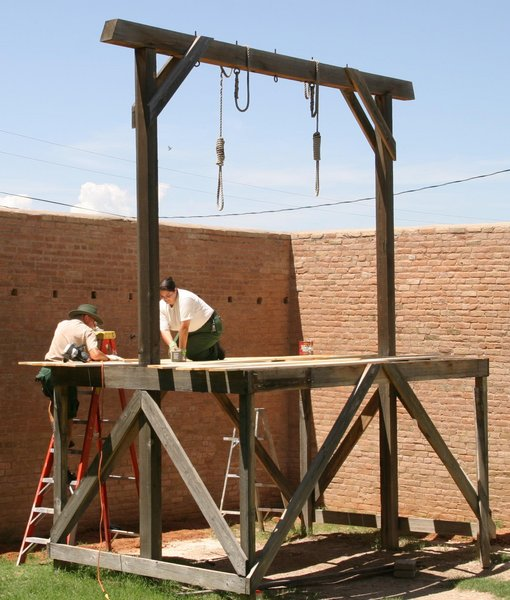
Szubienica z Tombstone

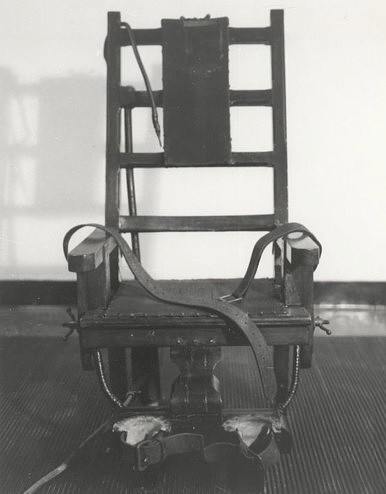
Krzesło elektryczne z więzienia w Sing Sing (Nowy Jork)

Od rozpoczęcia osadnictwa europejskiego w Ameryce główną metodą egzekucji było powieszenie. Tak też było i w USA do czasu wynalezienia i użycia po raz pierwszy (6 sierpnia 1890, Nowy Jork, zob. też: William Kemmler) krzesła elektrycznego, które stało się z czasem dominującą przez większość XX wieku metodą pozbawiania życia w majestacie prawa.
Liczba wyroków wykonanych przed zniesieniem kary śmierci (metody):
- Powieszenie – 9321
- Krzesło elektryczne – 4281 (zastosowane po raz pierwszy w roku 1890)
- Komora gazowa – 582 (zastosowana po raz pierwszy we wczesnych latach 20. XX wieku)
- Rozstrzelanie – 142
- Zastrzyk trucizny – 1 (zob.: Nathan)
- Inne (łamanie kołem, powieszenie z okowami, spalenie na stosie) – 120 (ostatni wyrok przez powieszenie z okowami wykonano 4 kwietnia 1913 roku w stanie Wirginia Zachodnia)

### Abolicje przed wyrokiem w sprawie Furman v. Georgia
Pierwszym stanem, który zniósł karę śmierci, było Michigan (lata 40. XIX wieku). Następnie, jeszcze w tym samym stuleciu, w jego ślady poszły m.in. Rhode Island, Maine czy Wisconsin (tylko jedna egzekucja w całej historii). W XX wieku dokonały tego m.in. Minnesota czy Dakota Północna. Nieformalne zniesienie KŚ obowiązywało np. w latach 1947 (ostatni wykonany wyrok) – 1972 w Massachusetts. Potem nastąpiła abolicja formalna. W latach 60. ówczesny gubernator stanu, demokrata Endicott Peabody, nawoływał do ułaskawienia wszystkich skazanych na śmierć w stanie (przy czym owe wyroki miały znaczenie raczej symboliczne).
W stanie Dakota Południowa karę śmierci zniesiono w roku 1915, ale przywrócono ją w roku 1939, zamieniając powieszenie na krzesło elektryczne. Tą właśnie metodą stracono 8 kwietnia George’a Sittsa. W lipcu 2007 roku wykonano kolejną po 60 latach przerwy egzekucję Elijaha Page’a skazanego za brutalne zabójstwo nastolatka. Wyrok wykonano przez zastrzyk trucizny.
W latach 1907–1917 były okresy, kiedy na krótko zniesiono KŚ w następujących stanach: Arizona, Kansas, Minnesota, Missouri, Dakota Północna, Oregon, Dakota Południowa oraz Tennessee, ale nie trwało to długo z wyjątkiem obu Dakot i Minnesoty.
W roku 1966 poparcie dla KŚ osiągnęło najniższy poziom w historii (42%). W latach 50. i 60. zniesiono NWK oficjalnie w następujących stanach: Alaska, Hawaje, Delaware (przywrócone w latach 90.), Oregon (następnie przywrócone), Iowa, Wirginia Zachodnia, Vermont, Nowy Jork oraz Nowy Meksyk. Dołączając do Michigan, Minnesoty, Dakoty Północnej i Wisconsin.
W roku 1963 odbyła się ostatnia federalna egzekucja aż do roku 2001, kiedy w Iowa powieszono Victora Feugera za (niepołączone z morderstwem) porwanie. Ostatnią zaś straconą osobą przed wyrokiem w sprawie Furman v. Georgia był Luis Jose Mongego, stracony w komorze gazowej w Kolorado w roku 1967. Od tego czasu istniało „milczące moratorium” na wykonywanie wyroków śmierci.

## Czas abolicji
W roku 1972 Sąd Najwyższy w sprawie Furman v. Georgia uznał większość stanowych praw (utrzymywanych i orzekanych, ale w zasadzie w owym czasie martwych) związanych z KŚ za niezgodne z konstytucją, co pociągnęło za sobą zmianę niemal wszystkich dotychczasowych wyroków na dożywotnie bądź długoletnie pozbawienie wolności. Sąd zwrócił uwagę na „arbitralność” wyroków, krytykując „pochopność” w ich wydawaniu. Jedynym stanem, w którym przepisy dotyczące wydawania wyroków śmierci nie zostały uznane za niezgodne z konstytucją, było Rhode Island.
W następstwie wyroku większość stanów zaczęła od nowa tworzyć swoje przepisy dotyczące orzekania kary głównej, kierując się wytycznymi Sądu.
W lipcu 1976 roku w połączonych sprawach Woodson v. North Carolina, Roberts v. Louisiana, Jurek v. Texas, Profitt v. Florida, i Gregg v. Georgia uznał co prawda (większością 5-4) za sprzeczne z konstytucją przepisy Karoliny Północnej i Luizjany jako niedające dostatecznych gwarancji procesowych, ale zatwierdził jednocześnie większością 7-2 (wprowadzone w następstwie wyroku w sprawie Furman) przepisy stanowe Florydy, Teksasu i Georgii jako zgodne z konstytucją. Decyzją tą dał więc zielone światło do ponownego wykonywania wyroków śmierci.

## Po przywróceniu

### Ogólne tło

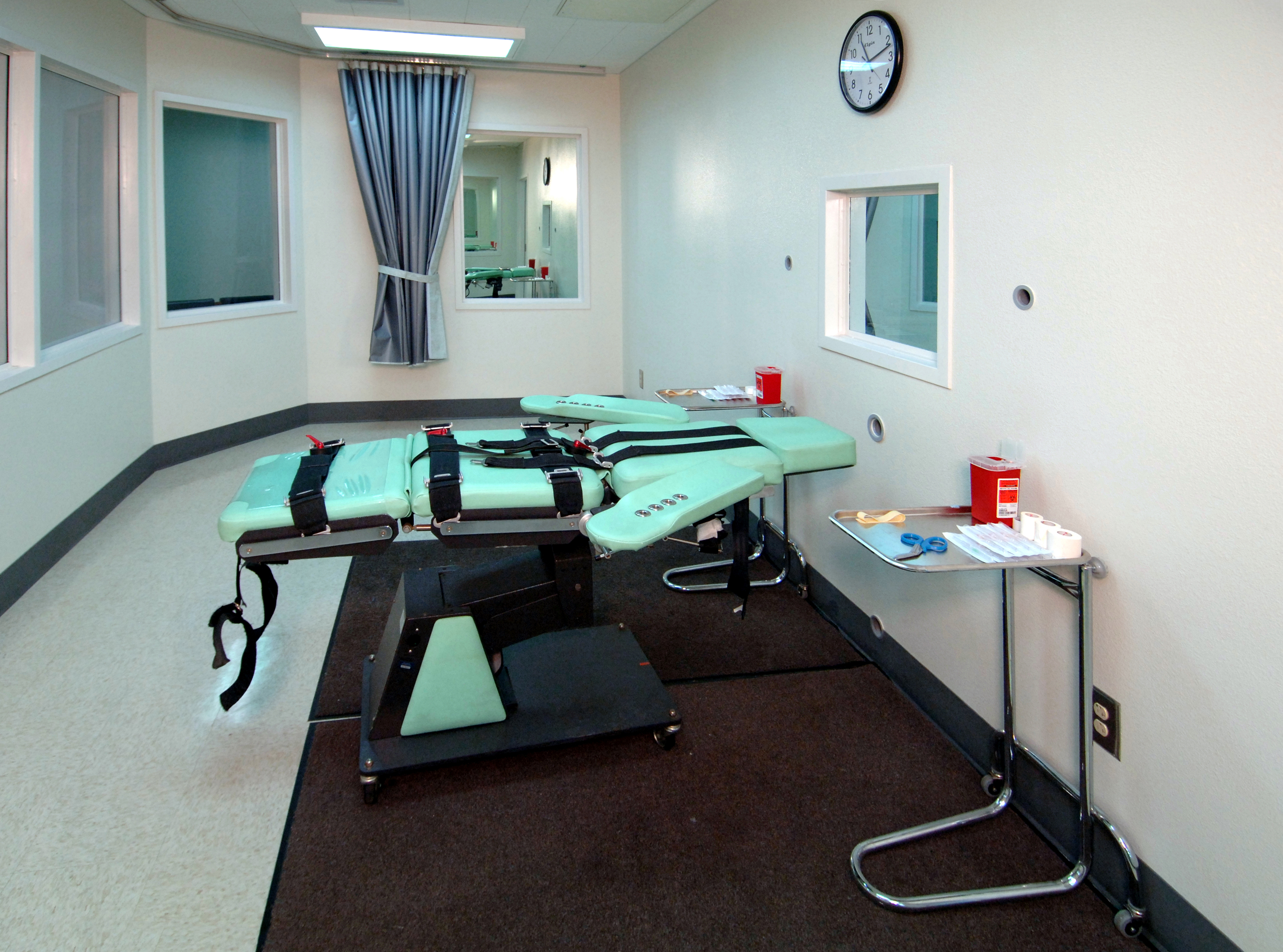
Pokój do wykonywania wyroków śmierci poprzez zastrzyk trucizny w więzieniu San Quentin w Kalifornii. W miejscu tym wykonano ostatni wyrok w 2006 roku na 76-letnim Clarensie Rayu Allenie. Skazany podczas egzekucji zwrócony jest w stronę świadków, którzy obserwują jej przebieg z pomieszczenia obok przez okna.

Pierwszym wykonanym wyrokiem w nowej sytuacji prawnej było rozstrzelanie Gary’ego Gilmore’a w Utah 17 stycznia 1977.
Obecnie 27 na 50 stanów stosuje karę śmierci, a oprócz tego przewiduje ją prawo federalne. Prezydent George H.W. Bush zadekretował, że wszystkie federalne egzekucje będą się odbywać przy pomocy zastrzyku trucizny, a George W. Bush, ostatecznie zezwolił na wznowienie ich wykonywania. Jak do tej pory wykonano ich 16. Trzy egzekucje federalne odbyły się pod rządami George’a W. Busha w 2001 i 2003 roku i trzynaście pod rządami Donalda Trumpa w 2020 i 2021 roku. Obaj prezydenci nie skorzystali z przysługującego im prawa łaski.   
Stany, które nie stosują kary śmierci: Alaska, Hawaje, Illinois, Iowa, Maine, Maryland, Massachusetts, Michigan, Minnesota, Nowy Meksyk, Dakota Północna, Rhode Island, Vermont, Wirginia Zachodnia, Wisconsin, Waszyngton. Prócz tego Dystrykt Kolumbii i Portoryko. W grudniu 2007 roku stanowy senat zniósł karę śmierci w New Jersey. W marcu 2009 roku zniesiono karę śmierci w Nowym Meksyku. Decyzja również czeka na podpis gubernatora. 27 maja 2015 roku parlament stanowy wbrew sprzeciwowi gubernatora zniósł karę śmierci w Nebrasce. Doprowadzono tam jednak do referendum, które odbyło się w listopadzie 2016 roku, w wyniku którego mieszkańcy Nebraski większością głosów zadecydowali o przywróceniu najwyższego wymiaru kary.
W stanach Nowy Jork, Kansas, New Hampshire nie wykonano do tej pory, mimo obowiązujących przepisów, ani jednego wyroku. Niedawno nawet w Nowym Jorku i Kansas kara śmierci została uznana przez stanowy sąd za niezgodną ze stanowym prawodawstwem.
Karę śmierci stosują też Siły Zbrojne Stanów Zjednoczonych, jednak od roku 1961 nie stracono ani jednego żołnierza.
W USA okoliczności wykonywania egzekucji są jawne, do publicznej wiadomości podaje się zarówno datę egzekucji jak i jej przebieg, w prasie pojawiają się szczegóły dotyczące ostatniego posiłku skazańca oraz jego ostatnie przemówienie - na ogół wygłoszone kilka minut przed śmiercią. Na egzekucje zaprasza się najbliższą rodzinę ofiar skazańca, zezwala się również na obecność przedstawiciela jego rodziny. Świadkowie obserwują cały przebieg egzekucji przez okna z pokoju ulokowanego bezpośrednio przy komorze śmierci.
Dużą wagę przykłada się do kwestii bezbolesnego wykonywania egzekucji, czego wyrazem było stopniowe odejście od stosowania krzesła elektrycznego na rzecz zastrzyku trucizny. Obecnie większość wyroków wykonuje się właśnie za pomocą zastrzyku, niektóre stany pozwalają skazańcom na wybór alternatywnej metody. Ostatnia jak do tej pory egzekucja za pomocą krzesła elektrycznego miała miejsce 20 lutego 2020 roku. 58-letni skazaniec – Nicholas Todd Sutton został stracony w ten sposób w stanie Tennessee za zabicie współwięźnia Carla Estepa w 1985 roku podczas odbywania kary dożywocia za potrójne morderstwo (w tym własnej babci).

### Metody
Pierwszy wyrok przez zastrzyk trucizny wykonano w grudniu 1982 w Teksasie, choć to Oklahoma jako pierwsza zastąpiła nim krzesło elektryczne (już w 1977). Od tamtej pory jest to dominująca metoda.
Dane liczbowe wykonanych wyroków (dane z 22 marca 2025):
- Zastrzyk trucizny – 1431
- Krzesło elektryczne (głównie w kilku stanach południa) – 163
- Komora gazowa – 11
- Powieszenie – 3 (dwa w Waszyngtonie, jedno w Delaware)
- Rozstrzelanie – 4 (3 w Utah i 1 w Karolinie Południowej)
- Uduszenie azotem – 5 (4 w Alabamie i 1 w Luizjanie)

Na chwilę obecną wszystkie stany stosujące karę śmierci wykonują ją poprzez zastrzyk z trucizną - jest to domyślna metoda. W niektórych stanach skazaniec ma prawo wybrać inny rodzaj egzekucji. 20 lutego 2020 roku 58-letni Nicholas Todd Sutton został stracony na krześle elektrycznym w stanie Tennessee, za zabicie współwięźnia Carla Estepa w 1985 roku podczas odbywania kary dożywocia za potrójne morderstwo (w tym własnej babci).

### Dzieci
Do roku 2005 USA były jedynym krajem demokratycznym, gdzie prawo zezwalało na skazywanie i wykonywanie kary śmierci na dzieciach (w niektórych stanach). Minimalny wiek zezwalający na skazanie dziecka na śmierć wynosił 16 (Teksas, Wirginia), 13 (Montana) lub 10 lat (Indiana). Ostatni taki wyrok wykonano w roku 2003 w Teksasie na mężczyźnie, który popełnił morderstwo w wieku 17 lat. W 1988 r. Sąd Najwyższy USA uznał 16 lat za minimalny wiek do orzeczenia kary śmierci. Jednakże w marcu 2005 ten sam Sąd Najwyższy USA ostatecznie uznał stosowanie kary śmierci wobec osób poniżej 18. roku życia za niezgodne z konstytucją. Współcześnie orzekanie kary śmierci w sprawach osób będących poniżej 16. roku życia w momencie popełniania przestępstwa nie zdarza się. Najmłodsi skazańcy:
- Hannah Ocuish – 12 lat i dziewięć miesięcy, najmłodsza kobieta. Stracona w 1786 r. w Connecticut.
- James Arcene – 10 lat, najmłodszy udokumentowany przypadek. Arkansas rok 1885. Stracony w wieku 23 lat.
- George Junius Stinney – 14 lat i siedem miesięcy, najmłodszy w XX wieku, a także najmłodszy stracony na krześle elektrycznym. 1944 rok, Karolina Południowa. W roku 2014 ostatecznie wyszło na jaw, że został skazany niewinnie[4].
- Virginia Christian – 17 lat, jedyna niepełnoletnia kobieta skazana na krzesło elektryczne. Stracona w 1912, w stanie Wirginia.
- Willie Francis.

### Botched executions
Terminem botched (lub wrongful) executions określa się spartaczone egzekucje, które trwały znacznie dłużej, niż powinny i przysporzyły skazańcowi nieprzewidzianych cierpień.
Słynne przypadki nieudanych egzekucji po przywróceniu kary śmierci:
- Frank J. Coppola (Wirginia, 1982, krzesło elektryczne)
- John Evans (Alabama, 1983, krzesło elektryczne)
- Jimmy Lee Gray (Missisipi, 1983, komora gazowa)
- Stephen Peter Morin (Teksas, 1985, zastrzyk trucizny)
- Jesse Tafero (Floryda, 1990, krzesło elektryczne)
- Ricky Ray Rector (Arkansas, 1992, zastrzyk trucizny) – jego egzekucja trwała 50 minut.
- Allen Lee Davis (Floryda, 1999, krzesło elektryczne)
- Joseph Lewis Clark (Ohio, 2006, zastrzyk trucizny) – jego egzekucja trwała ponad 90 minut.
- Clayton Lockett (Oklahoma, 2014, zastrzyk trucizny) – jego egzekucja trwała ponad 40 minut.
- Joseph Rudolph Wood (Arizona, 2014, zastrzyk trucizny) – jego egzekucja trwała prawie dwie godziny.

### Voluntary executions
Istnieje też pojęcie voluntary execution (dosłownie z ang. „egzekucji ochotniczej”), kiedy skazany odrzuca możliwość wszelkiej apelacji i ułaskawienia. Pierwszy wyrok po przywróceniu KŚ (Gary Gilmore, 17 stycznia 1977) był właśnie „ochotniczą egzekucją”.

### Regionalnie
Dziś najwięcej wyroków wykonuje się na południu USA, gdzie prawo uchodzi za najbardziej surowe i gdzie wyroki wydawane są nader często. Przeciwnicy KŚ argumentują, że owocuje to licznymi pomyłkami sądowymi, powodowanymi często przez poszlakowy charakter śledztwa czy decyzje ław przysięgłych.
- Wyroki wykonane w Teksasie - 593 (ostatnia egzekucja miała miejsce 13 lutego 2025 r.)
- Wyroki wykonane w Oklahomie – 128 (ostatnia egzekucja miała miejsce 20 marca 2025 r.)
- Wyroki wykonane w Wirginii – 113 (ostatnia egzekucja miała miejsce 6 lipca 2017 r.)
- Wyroki wykonane na Florydzie – 108 (ostatnia egzekucja miała miejsce 20 marca 2025 r.)
- Wyroki wykonane w Missouri – 101 (ostatnia egzekucja miała miejsce 3 grudnia 2024 r.)
- Wyroki wykonane w Alabamie – 79 (ostatnia egzekucja miała miejsce 6 lutego 2025 r.)
- Wyroki wykonane w Georgii – 77 (ostatnia egzekucja miała miejsce 20 marca 2024 r.)
- Wyroki wykonane w Ohio – 56 (ostatnia egzekucja miała miejsce 18 lipca 2018 r.)
- Wyroki wykonane w Karolinie Południowej – 47 (ostatnia egzekucja miała miejsce 7 marca 2025 r.)
- Wyroki wykonane w Karolinie Północnej – 43 (ostatnia egzekucja miała miejsce 18 sierpnia 2006 r.)
- Wyroki wykonane w Arizonie – 41 (ostatnia egzekucja miała miejsce 19 marca 2025 r.)
- Wyroki wykonane w Arkansas – 31 (ostatnia egzekucja miała miejsce 27 kwietnia 2017 r.)
- Wyroki wykonane w Luizjanie – 29 (ostatnia egzekucja miała miejsce 18 marca 2025 r.)
- Wyroki wykonane w Missisipi – 23 (ostatnia egzekucja miała miejsce 14 grudnia 2022 r.)
- Wyroki wykonane w Indianie – 21 (ostatnia egzekucja miała miejsce 18 grudnia 2024 r.)
- Wyroki wykonane w Delaware – 16 (ostatnia egzekucja miała miejsce 20 kwietnia 2012 r.)
- Wyroki wykonane w prawie federalnym - 16 (ostatnia egzekucja miała miejsce 16 stycznia 2021 r.)
- Wyroki wykonane w Kalifornii – 13 (ostatnia egzekucja miała miejsce 17 stycznia 2006 r.)
- Wyroki wykonane w Tennessee – 13 (ostatnia egzekucja miała miejsce 20 lutego 2020 r.)
- Wyroki wykonane w Nevadzie – 12 (ostatnia egzekucja miała miejsce 26 kwietnia 2006 r.)
- Wyroki wykonane w Illinois – 12 (kara śmierci została zniesiona tam w 2011 roku, ostatnia egzekucja odbyła się tam 17 marca 1999 r.)
- Wyroki wykonane w Utah – 8 (ostatnia egzekucja miała miejsce 8 sierpnia 2024 r.)
- Wyroki wykonane w Maryland – 5 (kara śmierci została tam zniesiona w 2013 roku, ostatnia egzekucja odbyła się tam 5 grudnia 2005 r.)
- Wyroki wykonane w stanie Waszyngton – 5 (aktualnie obowiązuje tam moratorium wprowadzone przez gubernatora w 2014 roku, ostatnia egzekucja odbyła się tam 10 września 2010 r.)
- Wyroki wykonane w Dakocie Południowej – 5 (ostatnia egzekucja miała miejsce 4 listopada 2019 r.)
- Wyroki wykonane w Nebrasce – 4 (ostatnia egzekucja miała miejsce 14 sierpnia 2018 r.)
- Wyroki wykonane w Pensylwanii – 3 (ostatnia egzekucja miała miejsce 6 lipca 1999 r.)
- Wyroki wykonane w Montanie – 3 (ostatnia egzekucja miała miejsce 11 sierpnia 2006 r.)
- Wyroki wykonane w Kentucky – 3 (ostatnia egzekucja miała miejsce 21 listopada 2008 r.)
- Wyroki wykonane w Idaho – 3 (ostatnia egzekucja miała miejsce 12 czerwca 2012 r.)
- Wyroki wykonane w Oregonie - 2 (aktualnie obowiązuje tam moratorium wprowadzone przez gubernatora w 2011 roku, ostatnia egzekucja odbyła się tam 16 maja 1997 r.)
- Wyroki wykonane w Wyoming – 1 (ostatnia egzekucja miała miejsce 22 stycznia 1992 r.)
- Wyroki wykonane w Kolorado – 1 (ostatnia egzekucja miała miejsce 13 października 1997 r.)
- Wyroki wykonane w Connecticut – 1 (kara śmierci została tam zniesiona w 2012 roku, ostatnia egzekucja odbyła się tam 13 maja 2005 r.)
- Wyroki wykonane w Nowym Meksyku – 1 (kara śmierci została tam zniesiona w 2009 roku, ostatnia egzekucja odbyła się tam 6 listopada 2001 r.)

Razem: 1617 egzekucji
(Dane z 20 marca 2025)

### Metody wykonywania kary śmierci wedle stanów
- Alabama – zastrzyk trucizny, chyba że skazaniec zażyczy sobie umrzeć na krześle elektrycznym (jeżeli został skazany przed wprowadzeniem zastrzyku)
- Arizona – zastrzyk trucizny, ale skazani przed listopadem 1992 roku mogą wybrać komorę gazową (jak Walter LeGrand w 1999)
- Arkansas – zastrzyk trucizny, ale skazani przed 1982 mogą wybrać krzesło elektryczne (jak John Swindler w 1990)
- Dakota Południowa – zastrzyk trucizny
- Delaware – zastrzyk trucizny lub powieszenie (jak wybrał Billy Bailey w 1996), jeżeli zostało się skazanym przed 1986
- Floryda – zastrzyk trucizny albo krzesło elektryczne; w razie braku decyzji skazanego zastrzyk
- Georgia – zastrzyk trucizny
- Idaho – zastrzyk trucizny
- Illinois – zastrzyk trucizny. Krzesło elektryczne może jednak powrócić, jeśli stosowanie zastrzyku zostanie uznane za „niezgodne z konstytucją” (moratorium na egzekucje)
- Indiana – zastrzyk trucizny
- Kansas – zastrzyk trucizny (obecnie kara śmierci praktycznie zniesiona orzeczeniem stanowego sądu najwyższego)
- Kalifornia – zastrzyk trucizny chyba że skazaniec wybierze komorę gazową (dla skazanych przed wprowadzeniem zastrzyku)
- Karolina Południowa – zastrzyk trucizny albo krzesło elektryczne, jeżeli zostało się skazanym przed rokiem 1995 (jak wybrał James Neil Tucker w 2004); w przypadku braku decyzji krzesło
- Karolina Północna – zastrzyk trucizny
- Kentucky – zastrzyk trucizny albo krzesło elektryczne, jeżeli zostało się skazanym przed 1998
- Kolorado – zastrzyk trucizny
- Luizjana – zastrzyk trucizny
- Maryland – zastrzyk trucizny lub komora gazowa, jeżeli zostało się skazanym przed 1994
- Missisipi – zastrzyk trucizny
- Missouri – zastrzyk trucizny albo komora gazowa
- Montana – zastrzyk trucizny
- Nebraska – krzesło elektryczne
- Nevada – zastrzyk trucizny
- Nowy Jork – zastrzyk trucizny (kara śmierci faktycznie zniesiona decyzją stanowego sądu najwyższego i z poparciem legislatury)
- New Hampshire – zastrzyk trucizny, powieszenie tylko w wypadku, kiedy ten nie może zostać zaaplikowany (ostatnia egzekucja w 1939, żadnych więźniów w celi śmierci)

- Nowy Meksyk – zastrzyk trucizny (kara śmierci zniesiona przez Parlament; brak podpisu gubernatora)[6]
- Oklahoma – zastrzyk trucizny. Krzesło elektryczne w wypadku, kiedy ten zostanie uznany za niezgodny z konstytucją. Rozstrzelanie, jeżeli obie te metody zostaną uznane za niekonstytucyjne
- Oregon – zastrzyk trucizny
- Ohio – zastrzyk trucizny
- Pensylwania – zastrzyk trucizny
- Teksas – zastrzyk trucizny
- Tennessee – zastrzyk trucizny albo krzesło elektryczne (jak wybrał Nicholas Todd Sutton w 2020), jeżeli zostało się skazanym przed rokiem 1999
- Utah – zastrzyk trucizny albo rozstrzelanie, jeżeli zostało się skazanym przed jego zniesieniem
- Waszyngton (stan) – zastrzyk trucizny albo powieszenie
- Wirginia – zastrzyk trucizny albo krzesło elektryczne (jak wybrał Robert Charles Gleason Jr. w 2013); w wypadku braku decyzji zastrzyk
- Wyoming – zastrzyk trucizny. Komora gazowa tylko w wypadku uznania go za niekonstytucyjny
- Rząd Federalny (egzekucje federalne) – zastrzyk trucizny
- Siły Zbrojne Stanów Zjednoczonych – zastrzyk trucizny

Źródło: 

### Procesy ułaskawień

#### Stany, gdzie gubernator ma wyłączne prawo łaski
- Alabama
- Kalifornia
- Kolorado
- Kansas
- Kentucky
- Nowy Meksyk
- Nowy Jork
- Karolina Północna
- Oregon
- Karolina Południowa
- Wirginia
- Waszyngton
- Wyoming

#### Stany, gdzie gubernator otrzymuje niewiążącą go opinię rady ds. ułaskawień
- Arkansas
- Illinois
- Indiana
- Maryland
- Missisipi
- Missouri
- New Hampshire
- Ohio
- Dakota Południowa
- Tennessee

#### Stany, gdzie gubernator musi mieć pozytywną rekomendację rady ds. ułaskawień, aby ułaskawić skazańca
- Arizona
- Delaware
- Floryda
- Luizjana
- Montana
- Oklahoma
- Pensylwania
- Texas

#### Stany, gdzie gubernator nie ma prawa łaski, gdyż o tym decydują samodzielnie rady ds. ułaskawień
- Georgia
- Idaho

#### Stany, gdzie decyduje rada, ale zasiada w niej gubernator
- Nebraska
- Nevada
- Utah

#### Rząd federalny i siły zbrojne
Wyłączne prawo łaski w obu przypadkach ma prezydent Stanów Zjednoczonych

### Ułaskawienia wedle stanów
- Illinois – 172 ułaskawionych
- Ohio – 9
- Wirginia – 7
- Floryda – 6
- Georgia – 6
- Nowy Meksyk – 5
- Karolina Północna – 5
- Indiana – 3
- Maryland – 2
- Missouri – 2
- Luizjana – 2
- Oklahoma – 2
- Alabama – 1
- Arkansas – 1
- Idaho – 1
- Kentucky – 1
- Montana – 1
- Nevada – 1
- Teksas – 1
- Rząd federalny – 1
  - RAZEM: 229

Więcej informacji: 

#### „Masowe” ułaskawienia
Po roku 1976 odnotowano cztery przypadki „masowego” ułaskawienia skazanych na śmierć:
- W roku 1986 gubernator Toney Anaya z Nowego Meksyku ułaskawił wszystkich więźniów cel śmierci, motywując to swoim negatywnym stosunkiem do kary śmierci
- W roku 1991 gubernator Richard F. Celeste z Ohio ułaskawił 8 więźniów (także deklarował się jako przeciwnik kary śmierci)
- W roku 2003 gubernator George Ryan z Illinois ułaskawił wszystkich więźniów
- W 2015 gubernator John Kasich z Ohio ułaskawił więźniów których egzekucje miały być wykonane w 2016 ze względu na brak środków do wykonywania zastrzyków trucizny[7]

Największym „niemasowym” ułaskawieniem była zamiana wyroków śmierci sześciu skazańcom przez gubernatora Boba Grahama z Florydy (po nim już żaden gubernator w tym stanie nie skorzystał z przysługującego mu prawa łaski).
Ułaskawienia przed rokiem 1976:
- Gubernator Lee Cruce z Oklahomy (urzędował w latach 1911-1915) ułaskawił wszystkich skazanych na śmierć
- Gubernator Robert D. Holmes z Oregonu (1957–1959) ułaskawił wszystkich skazanych na śmierć
- Gubernator Endicott Peabody (1963–1965) z Massachusetts zarekomendował zamianę wszystkich wyroków śmierci na kary pozbawienia wolności (w stanie tym kara śmierci de facto była zawieszona od roku 1947)
- Gubernator Winthrop Rockefeller (1967–1971) z Arkansas ułaskawił tuż przed odejściem z urzędu wszystkich skazańców (ostatni wyrok w Arkansas przed moratorium wykonano w 1964 roku)

### Kontrowersje
Stosowanie do niedawna kary śmierci wobec dzieci czy umysłowo chorych ściągało na instytucję KŚ w USA krytykę. Wielu konserwatystów, m.in. Antonin Scalia, George W. Bush czy Tom DeLay sprzeciwiali się zniesieniu jej w tych przypadkach, argumentując, iż od jej stosowania nie może być, jeżeli ma być sprawiedliwa i efektywna żadnych wyjątków. Sąd Najwyższy zakazał jednak tego typu praktyk (stosunkiem głosów 6 do 3) za wnioskiem głosowali sędziowie John Paul Stevens, Sandra Day O’Connor, Anthony Kennedy, David Souter, Ruth Bader Ginsburg i Stephen Breyer, przeciwko Scalia, William H. Rehnquist i Clarence Thomas.
Mimo to w Teksasie wykonano od tego czasu kilka takich wyroków, a gubernator republikański Rick Perry zawetował ustawę zakazującą wydawania na nich wyroków śmierci.
Przeciwnicy kary śmierci w USA podnoszą m.in. takie argumenty, jak:
- Tylko ok. 1% morderców zostaje skazanych na śmierć (argument sędziego Thurgooda Marshalla).
- W USA jest jeden z najwyższych na świecie odsetek egzekucji wykonanych na niewinnych i niesłusznie skazanych, co w większości wychodzi dopiero potem (np. sprawa Jesse Tafero na Florydzie, straconego w roku 1990, który został potem uznany za niewinnego). Krytycy zwracają uwagę na pochopne wydawanie wyroków śmierci przez ławy przysięgłych i sędziów oraz wiele „niestarannych śledztw”.

Zwolennicy odpowiadają z reguły, iż owszem wady systemu istnieją, ale nie dyskredytuje to całej instytucji, gdyż nie może być żadnych odstępstw.
Warto też nadmienić, iż pomimo zakazu tracenia niepełnosprawnych i chorych umysłowo takie przypadki wciąż zdarzają się w Teksasie.

#### „Górna” granica wieku
W sierpniu 2004 roku w Alabamie stracono 74-letniego Jamesa Hubbarda – najstarszego skazańca od wczesnych lat 40. Wywołało to ogólnonarodową dyskusję o sensowności i właściwości tracenia ludzi po siedemdziesiątce.
Pod koniec roku 2005 w stanie Missisipi stracony też został 77-letni John B. Nixon (najstarszy w USA od roku 1916, zobacz artykuł: Kara śmierci w Wirginii), a w styczniu 2006 stracono 76-letniego Clarence’a Raya Allena w Kalifornii. W czerwcu 2006 w Oklahomie stracono Johna Boltza – 74 lata.
W roku 2018 w Alabamie stracono 83-letniego Waltera Moody’ego. Jest to obecnie (kwiecień 2018) najstarszy stracony w USA skazaniec od roku 1976.

### Kara śmierci akonstytucja USA
Przeciwnicy NWK argumentują, iż 8. poprawka do Konstytucji Stanów Zjednoczonych zakazuje stosowania kar „okrutnych i wymyślnych” (ang. cruel and unusual), a za taką uważają karę śmierci. Z drugiej strony zwolennicy wskazują na to że 5 poprawka i 14 poprawka głoszą, iż nie wolno nikogo pozbawić życia, wolności lub mienia bez prawidłowego wymiaru sprawiedliwości, co interpretują jako zgodę na odbieranie życia w majestacie prawa, ale pod warunkiem zachowania procedur sądowych.

### Abolicje i moratoria w nowej sytuacji prawnej
Karę śmierci próbowano znieść w stanie New Hampshire, ale gubernator Jeanne Shaheen zastosowała weto. W tym stanie, jako jedynym, nikt nie oczekuje na egzekucję, zaś ostatni wyrok wykonano w 1939 roku.
Głosowanie nad zniesieniem NWK odbyło się też w Nebrasce, ale wniosek upadł.
W Kansas i Nowym Jorku stanowe sądy najwyższe uznały ją w roku 2005 za niezgodną z konstytucją, co równa się faktycznemu jej zawieszeniu. 3 lipca 2006 roku komitet stanowej legislatury w Nowym Jorku przegłosował (stosunkiem 13-5 głosów) zniesienie jej, co ma poparcie wśród większości stanowych ustawodawców.
W Illinois obowiązuje cały czas moratorium na egzekucje wprowadzone przez gubernatora George’a Ryana. Podobne, wprowadzone przez demokratę w Maryland, zostało zniesione przez jego republikańskiego następcę. W New Jersey legislatura ustanowiła moratorium na egzekucję, a ostatnio sądy federalne nakazały wstrzymanie ich w Missouri, dopatrując się pewnych nieprawidłowości.

### Powrót przestępstw seksualnych
Mimo iż sąd najwyższy zakazał karania śmiercią za gwałt (sprawa Coker v. Georgia) uznając ją za nieproporcjonalną do winy, niedawno stany Floryda, Karolina Południowa, Alabama, Luizjana i Oklahoma wprowadziły możliwość skazania na śmierć pedofili-recydywistów. Spotkało się to z krytyką przeciwników NWK, którzy podnosili możliwość „łatwej pomyłki” w oskarżeniach o pedofilię i ową nieproporcjonalność. Zwolennicy zaś powitali ją z zadowoleniem, jako „zaostrzenie walki z pedofilią”.